# Lipogomphus lacuniferus
Lipogomphus lacuniferus är en insektsart som beskrevs av Berg 1879. Lipogomphus lacuniferus ingår i släktet Lipogomphus och familjen vitmosseskinnbaggar. Inga underarter finns listade i Catalogue of Life.